# Kuncz Andor
Kuncz Andor (Arad, 1887. december 8. – Budapest, 1974. október 10.) címzetes rendkívüli egyetemi tanár, nyugalmazott MÁV nőgyógyász főorvos, főtanácsos.
Kuncz Aladár (1885–1931) író és Kuncz Ödön (1884–1965) jogász testvére.

## Életpályája
1916-ban végzett a kolozsvári tudományegyetemen. 1916-tól a kolozsvári egyetem szülészeti klinikáján dolgozott. 1926-tól a szegedi egyetemen tevékenykedett, 1929-től az egyetem szülészeti klinikáján dolgozott. Itt szerzett magántanári képesítést, majd rendkívüli tanár lett. 1930-tól a miskolci kórház szülészeti osztályát és a bábaképzőt vezette. 1940-ben egészségügyi tanácsos, valamint a Magyar Államvasutak (MÁV) Kórháza rendelőintézetének nőgyógyász orvosa lett.

### Munkássága
Kutatási területe a női vérzések diagnosztikai jelentősége, a méh kóros helyzetváltozásai, a szűk medencés szülések, a méhnyaktágító eljárások, az életkor és az első szülések kapcsolata, a méhen kívüli terhesség, a császármetszés utáni megbetegedések, korszerű terhesgondozás és tanácsadás. Mintegy 25 közleménye jelent meg.

## Művei
- Szülészeti és nőgyógyászati propedeutika (Szeged, 1930)